# Grab des Detlev von Liliencron
Das Grab des Detlev von Liliencron ist ein Grab und Kulturdenkmal auf dem Rahlstedter Friedhof.

## Geschichte

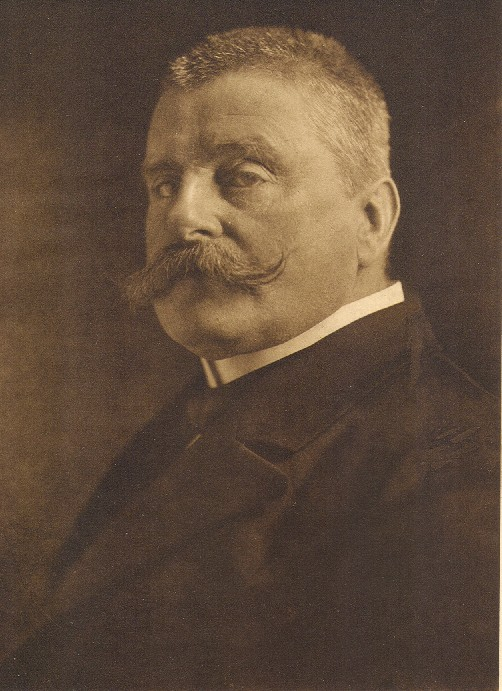
Detlev von Liliencron, um 1905

Detlev von Liliencron war im Juli 1909 zu einer Reise nach Lothringen aufgebrochen, während derer er schwer an einem Lungenkatarrh erkrankte. Nach sofortiger Heimreise starb er am 22. Juli 1909 in Alt-Rahlstedt und wurde dort auf dem Rahlstedter Friedhof beigesetzt. Ein Jahr später wurde das von Richard Luksch geschaffene Grabmal mit der Figur eines rosenstreuenden Mädchens enthüllt.
Das Grabmal verweist auf das Gedicht Begräbnis, das Liliencron kurz vor seinem Tod schrieb. Darin schilderte der Dichter, wie er sich sein Begräbnis vorstellte, und nutzte dabei die Bilder von auf sein Grab gestreuten Rosen und singenden Lerchen.

## Beschreibung der Grabanlage
Die Grabanlage hat eine Ausdehnung von 7,9 mal 7 Metern und wird von einem Zaun umschlossen.
Der Zaun besteht aus Steinpfeilern und dazwischenliegenden eisernen Zaunfeldern. Auf der Nord- und Südseite sind jeweils steinerne Bänke als Bestandteil der Begrenzung eingearbeitet. Sie haben hoch ausgearbeitete Rückenlehnen und sind nur von der Innenseite der Grabanlage zu benutzen.
Das Tor ist zweiflügelig und liegt auf der Ostseite der Grabanlage. Es wird mit einem Überwurfriegel gesichert, der nicht abschließbar ist.
Im Inneren der Grabanlage befinden sich außer dem Grabmal für Detlev von Liliencron noch zwei Platten für Verwandte des Dichters (Magda von Liliencron, * 23. August 1904 † 10. Juni 1975 und Wulf von Liliencron * 28. März 1900 † 17. April 1966). Diese liegen inzwischen eher auf der Ostseite, dicht am Tor. In der Vergangenheit waren sie seitlich des Grabmals angeordnet.

## Grabmal

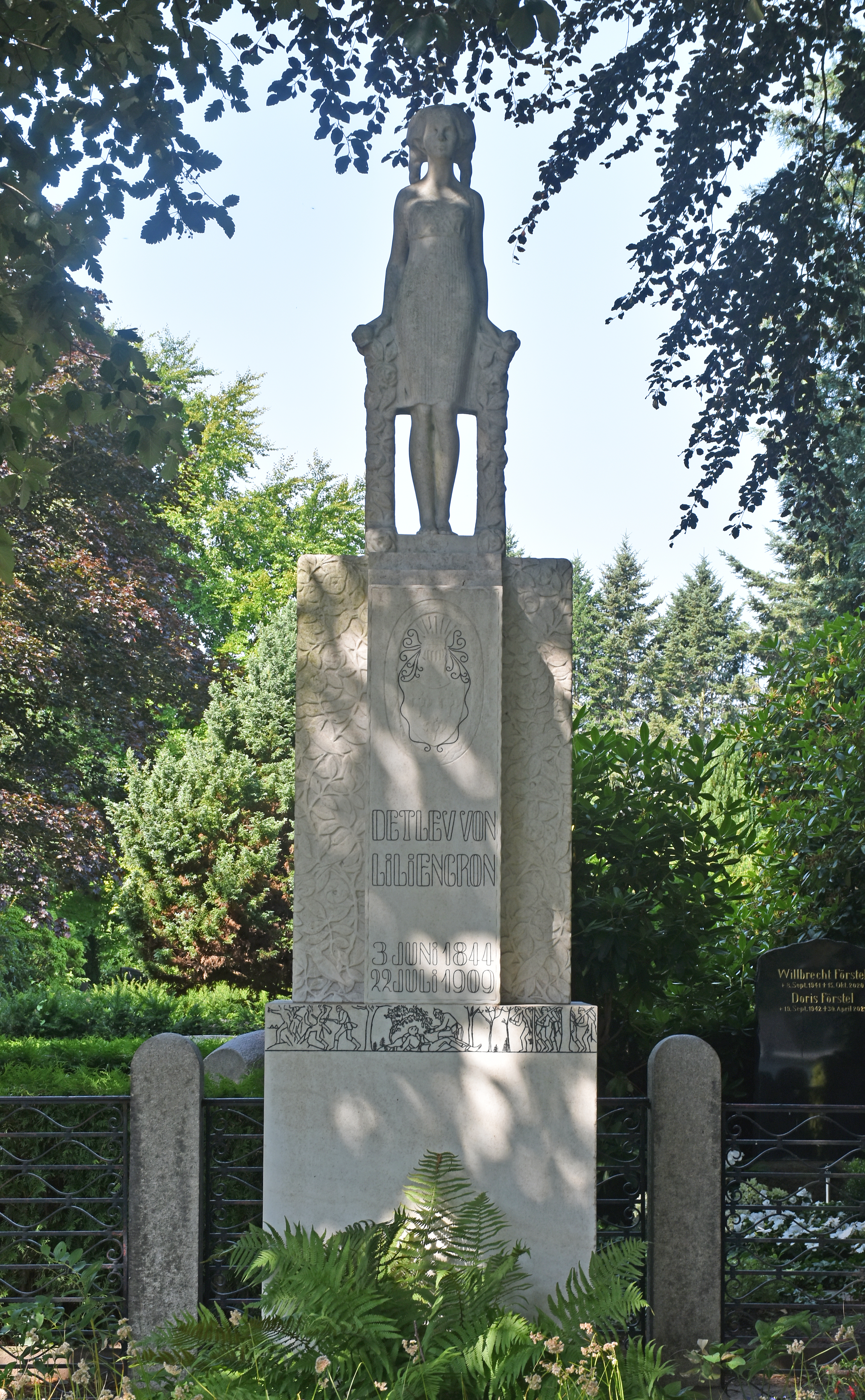
Grabmal

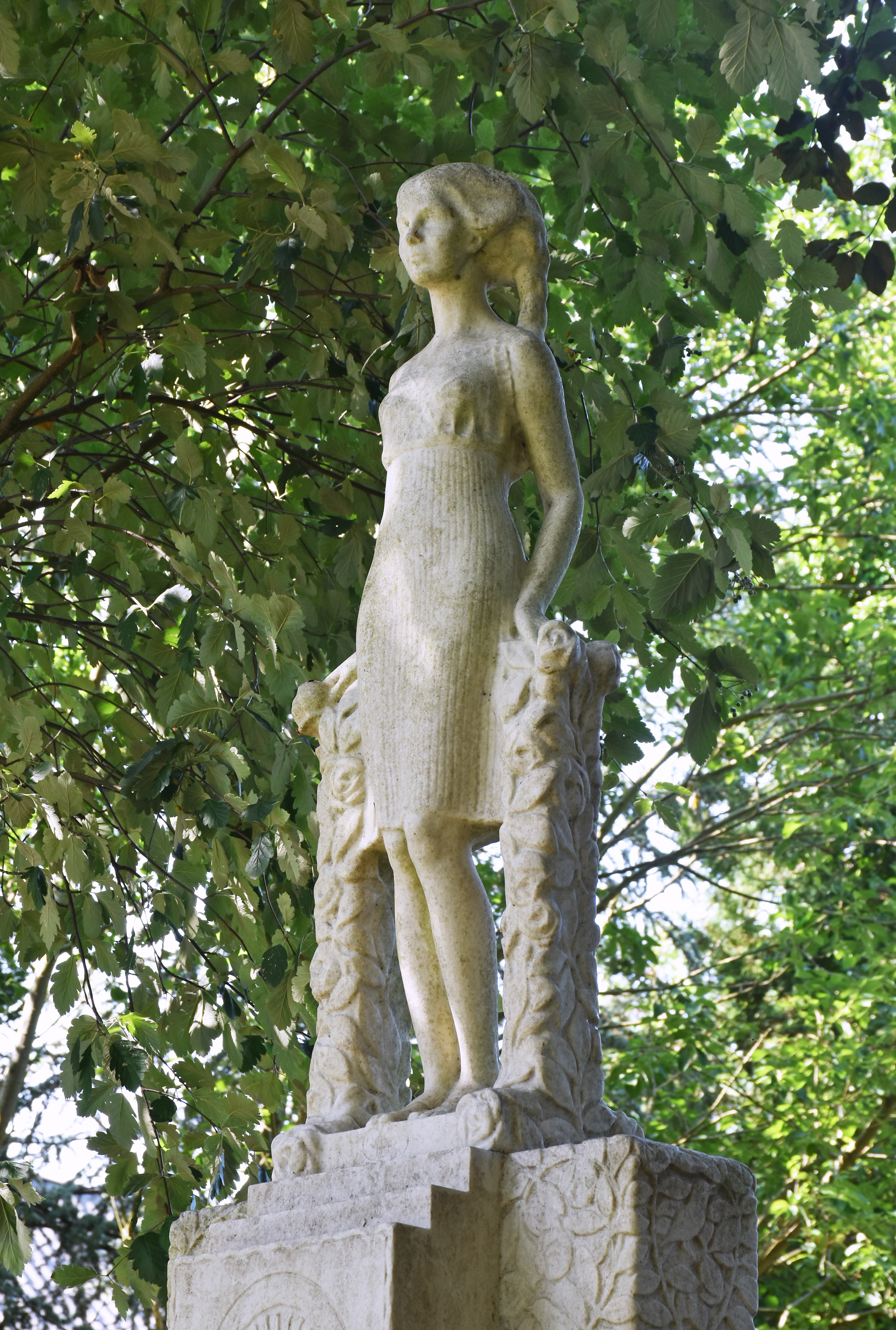
Skulptur

Das Grabmal aus Sandstein stammt aus dem Jahr 1910 (gemäß Signatur vom 22. Juli 1910).
Es wurde von Richard Luksch, einem dem Wiener Jugendstil verbundenen Bildhauer, geschaffen. Luksch war zu dieser Zeit Professor an der Kunstgewerbeschule in Hamburg. Das Grabmal besteht aus einem unteren, quaderförmigen Sockel, an dessen oberem Rand Motive aus Liliencrons Zeit als Soldat dargestellt sind. Seitlich befindet sich auf gleicher Höhe die Signatur des Künstlers: „Richard Luksch Fecit 22 VII 1910“.
Nach oben schließt sich ein weiterer, etwas schmalerer Sockel mit kreuzförmigem Profil an. Die seitlichen Elemente sind an allen Seiten mit einem Muster bedeckt. Man erkennt mit Dornen besetzte Ranken, Blätter und Rosenblüten. Zusätzlich sind Vögel abgebildet, möglicherweise Lerchen.
Auf der Vorderseite ist eine Wappenkartusche mit drei Lilien und einem mit Freiherrnkrone verzierten Helm eingearbeitet. Darunter stehen Liliencrons Name und sein Geburts- und Todesdatum. Der obere Rand dieses Sockels ist sowohl auf der Vorder- als auch auf der Rückseite als Treppenstufen ausgearbeitet.
Darüber befindet sich die eigentliche Skulptur, ein Mädchen mit etwa knielangem, plissiertem Kleid. Der linke Fuß ist an der Ferse leicht angehoben und deutet einen Vorwärtsschritt an. Die Hände halten zwei Rosenranken, die das Motiv des darunterliegenden Sockels, nur ohne die Vögel, fortsetzen. Das Haar ist hinten zu zwei Zöpfen geflochten.
Modell stand eine Tochter des Schriftstellers Gustav Falke, mit dem Liliencron seit 1892 befreundet war.

## Rezeption
Das Grab mit dem Grabmal wurde vielfach auf Ansichtskarten abgebildet. 1922 war es auch Motiv eines Notgeldscheins der Altrahlsteder „Detlev von Liliencron-Gesellschaft“.

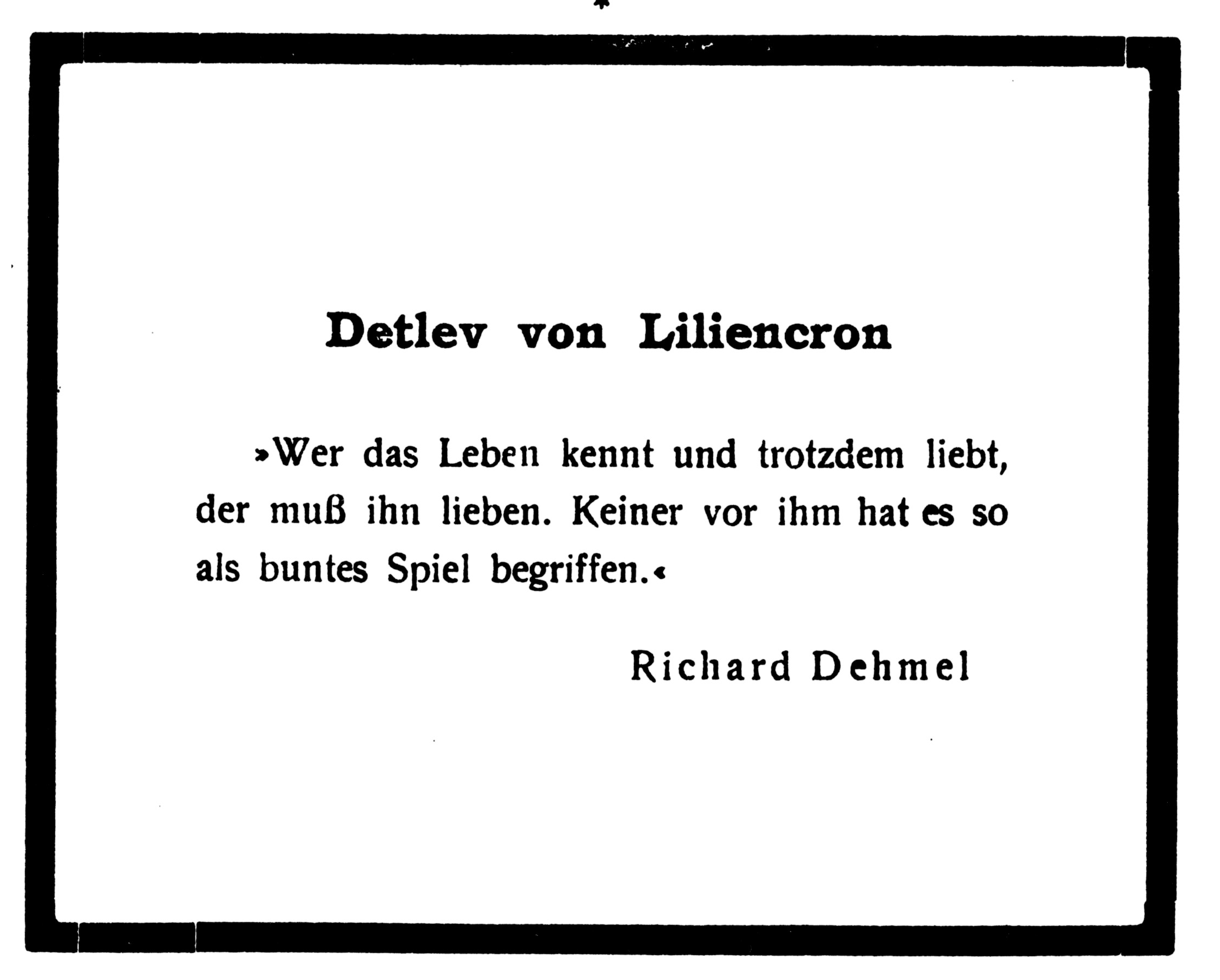
Todesanzeige aus Die Fackel 285–286, 27. Juli 1909
Ansichtskarte von 1910

## Rosenmädchen im Entwurf des Jungfernbrunnens
Luksch verwendete die Figur des rosenstreuenden Mädchens auch in seinem Entwurf für den Jungfernbrunnen.
Dieser Brunnen war für den Hamburger Jungfernstieg vorgesehen, wurde aber nicht umgesetzt.
Ein Modell befindet sich im Hamburger Museum für Kunst und Gewerbe.

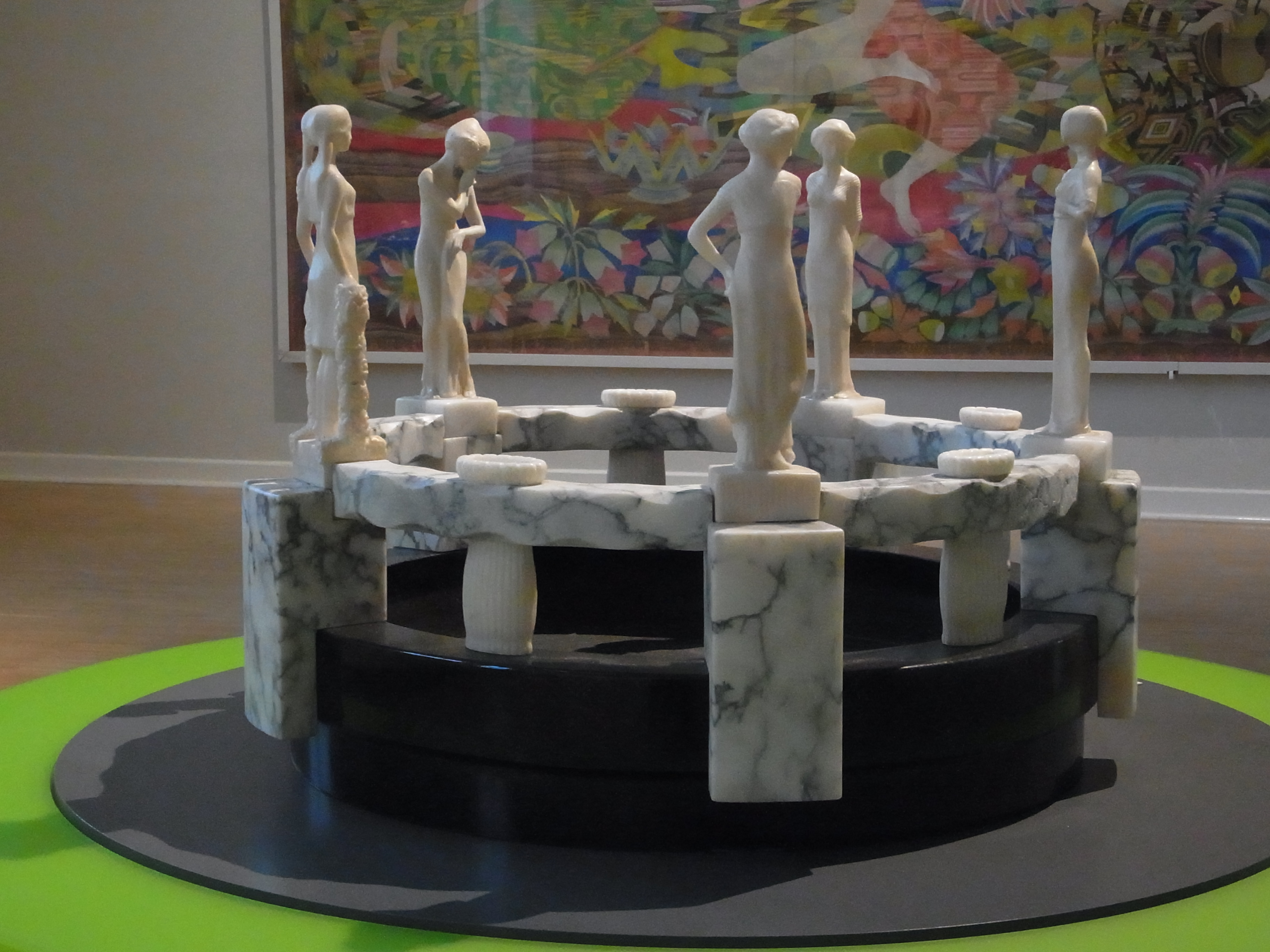
Modell des Brunnens
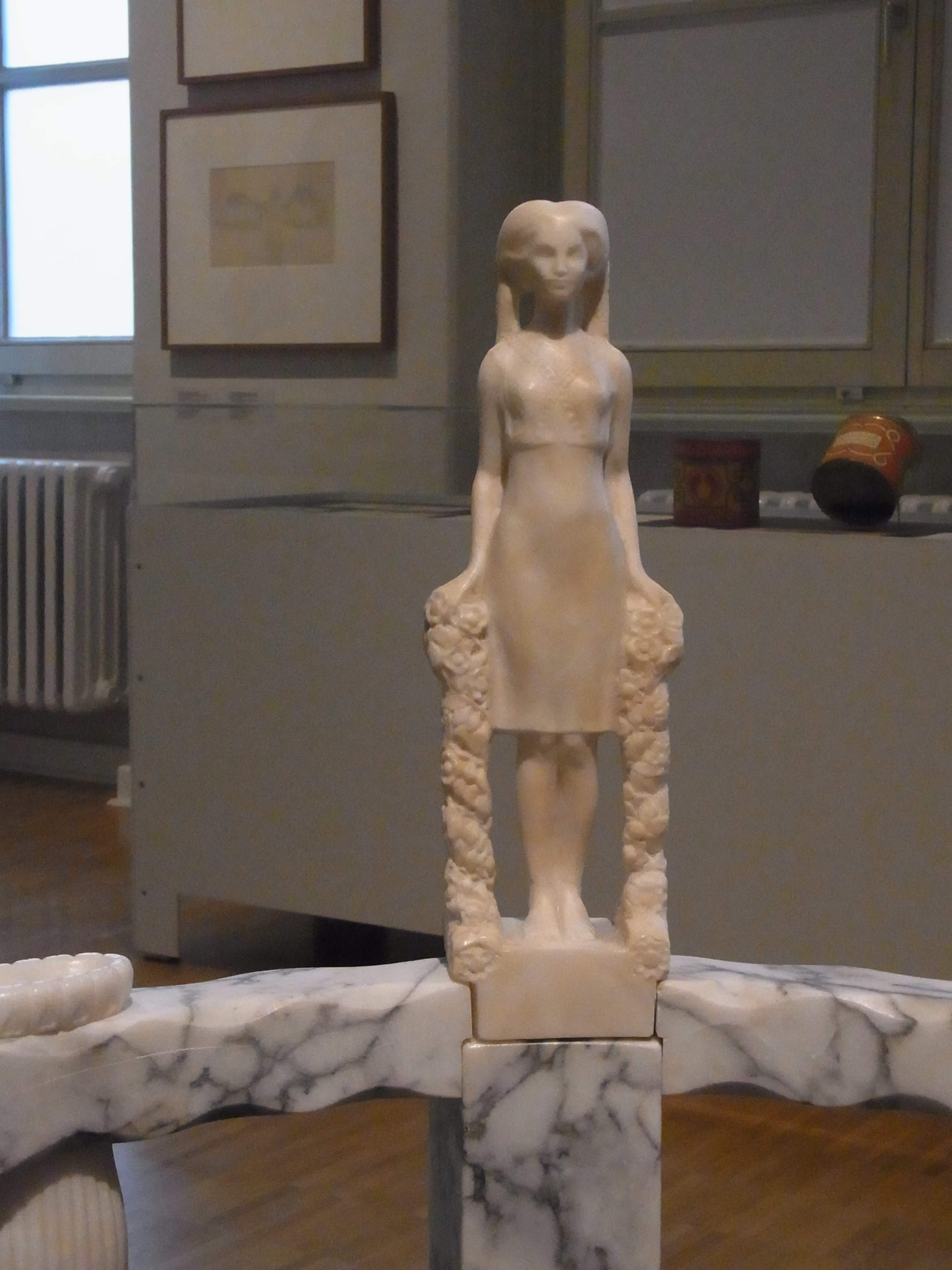
Detail des blumenstreuenden Mädchens